# Nukleozidna difosfataza
Nukleozid difosfataza (EC 3.6.1.6, tiaminpirofosfataza, UDPaza, inozinska difosfataza, adenozinska difosfataza, IDPaza, ADPaza, adenozinpirofosfataza, guanozin 5'-difosfataza, inozin 5'-difosfataza, uridinska difosfataza, uridin 5'-difosfataza, nukleozid difosfatna fosfataza, tip B nukleozidna difosfataza, GDPaza, CDPaza, nukleozid 5'-difosfataza, tip L nukleozidna difosfataza, NDPaza, nukleozid difosfatna fosfohidrolaza) je enzim sa sistematskim imenom nukleozid-difosfat fosfohidrolaza. Ovaj enzim katalizuje sledeću hemijsku reakciju
nukleozid difosfat + H2O {\displaystyle \rightleftharpoons } nukleotid + fosfat
Ovaj enzim deluje na IDP, GDP, UDP kao i na D-ribozu 5-difosfat

## Literatura
- Nicholas C. Price; Lewis Stevens (1999). Fundamentals of Enzymology: The Cell and Molecular Biology of Catalytic Proteins (Third изд.). USA: Oxford University Press. ISBN 019850229X.
- Eric J. Toone (2006). Advances in Enzymology and Related Areas of Molecular Biology, Protein Evolution (Volume 75 изд.). Wiley-Interscience. ISBN 0471205036.
- Branden C; Tooze J. Introduction to Protein Structure. New York, NY: Garland Publishing. ISBN 0-8153-2305-0.
- Irwin H. Segel. Enzyme Kinetics: Behavior and Analysis of Rapid Equilibrium and Steady-State Enzyme Systems (Book 44 изд.). Wiley Classics Library. ISBN 0471303097.
- William P. Jencks (1987). Catalysis in Chemistry and Enzymology. Dover Publications. ISBN 0486654605.

## Spoljašnje veze
- Nucleoside-diphosphatase на 